# 不来梅左派
不来梅左翼激进者（德語：Bremer Linksradikale），通称不来梅左派（Bremer Linke），起源于1905年，是德国社会民主党不来梅地方组织的激进分子。第一次世界大战期间，他们成为“德国国际社会主义者”和“德国国际共产主义者”的基础。他们与俄罗斯帝国的布尔什维克关系密切。1918年12月30日，由不来梅左派组成的“德国国际共产主义者”与斯巴达克同盟合并为德国共产党。